# بني هادي (كحلان عفار)

تعديل مصدري - تعديل

بني هادي هي إحدى قرى عزلة الدقيمي بمديرية كحلان عفار التابعة لمحافظة حجة، بلغ تعداد سكانها 184 نسمة حسب تعداد اليمن لعام 2004.